# چانکیلو
چانکیلو (انگلیسی: Chanquillo; که به‌صورت Chankillo نیز نوشته می‌شود) یک مجموعه یادوارهٔ باستانی در بیابان ساحلی پرو است که در حوضهٔ کاسما سچین در منطقه انکاش پرو یافت شده‌است. بقایای این مجموعه شامل دژ چانکیلو در فراز یک تپه، رصدخانهٔ خورشیدی بروج سیزده‌گانه و محوطه‌های مسکونی و همایشی است. این‌طور تفسیر می‌شود که بروج سیزده‌گانه در واقع یک رصدخانهٔ نجومی بوده‌اند که در سدهٔ چهارم پیش از میلاد ساخته شده‌اند. تمدنی که سازندهٔ چانکیلو بوده‌است، تمدن کاسما-سچین نام داشته‌است. این بنا در ژوئیهٔ ۲۰۲۱ توسط یونسکو به‌عنوان میراث جهانی انتخاب شده‌است.
وسعت این مجموعه حدود ۴ کیلومتر مربع (۱٫۵ مایل مربع) است و به‌عنوان یک معبر مستحکم شناخته شده‌است.

## رصدخانه خورشیدی بروج سیزده‌گانه
بروج سیزده‌گانهٔ چانکیلو که با فواصل منظم نسبت به یکدیگر واقع شده‌اند، بر روی لبهٔ یک تپهٔ کم‌ارتفاع که از شمال به‌سمت جنوب کشیده شده، ساخته شده‌اند و افقی «دندانه‌دار» با شکاف‌های باریک و فواصل منظم را شکل داده‌اند. دو نقطهٔ احتمالی رصدی در شرق و غرب از سوی محققان تعیین شده‌است. در مشاهده از این نقطه‌ها، پهنهٔ ۳۰۰ متری برج‌ها در طول افق به‌طور نزدیکی منطبق با طلوع و غروب خورشید در طول سال است، اگرچه که تمامی این طلوع و غروب‌ها قابل مشاهده نیستند. هنگام انقلاب زمستانی، خورشید در پشت آخرین برج سمت چپ چانکیلو طلوع می‌کند و تا رسیدن به آخرین برج سمت راست هنگام انقلاب تابستانی در شش ماه بعد، در پشت یکایک این برج‌ها طلوع می‌کند و گذر زمان را نشان می‌دهد. بروج سیزده‌گانهٔ چانکیلو می‌توانند نخستین رصدخانهٔ شناسایی‌شده در قارهٔ آمریکا باشند. ساکنان چانکیلو، با مشاهدهٔ طلوع و غروب خورشید از فراز برج مناسب، احتمالاً قادر به تعیین تاریخ دقیق با خطایی حداکثر یک یا دو روزه بوده‌اند.

این برج‌ها در طول سده‌ها برای مسافران شناخته‌شده بوده‌اند. معروف است که کاربرد نجومی آن‌ها توسط تور هایردال در کتاب کون-تیکی مربوط به دههٔ ۱۹۴۰ حدس زده شده‌است؛ اما فرضیهٔ آن اخیراً و در سال ۲۰۰۷ از سوی آیوان گزی و کلایو راگلز مطرح شده‌است.